# Klaus-Dieter Uteß
Klaus-Dieter Uteß (* 22. Mai 1954) ist ein ehemaliger deutscher Fußballspieler. Er spielte von 1974 bis 1984 in der DDR-Liga für die Betriebssportgemeinschaften (BSG) Kernkraftwerk Greifswald und Chemie PCK Schwedt.

## Sportliche Laufbahn
Als Mittelfeldspieler begann Klaus-Dieter Uteß 20-jährig bei der BSG Kernkraftwerk in Greifswald seine Laufbahn in der zweitklassigen DDR-Liga. In der Saison 1974/75 wurde er in den ausgetragenen 22 Punktspielen vom 13. Spieltag an in neun Begegnungen eingesetzt. In den Spielzeiten 1975/76 und 1976/77 wurde er jeweils nur in acht Ligaspielen eingesetzt. 1977/78 war er erstmals Stammspieler der Greifswalder, er fehlte lediglich in einem Ligaspiel und schoss seine ersten drei Tore in der DDR-Liga. In der Saison 1978/79 stand bis zum 5. Spieltag Uteß regelmäßig als Mittelfeldspieler in der Anfangself, danach kam er bis zum Ende der Hinrunde nur noch unregelmäßig in vier weiteren Partien zum Einsatz. Zu Beginn der Rückrunde wechselte er nach Schwedt/Oder zum DDR-Ligisten Chemie PCK. 
Bei der BSG Chemie bestritt Uteß noch fünf der acht Rückrundenspiele und erzielte das erste Tor für seine neue Mannschaft. Auch in den folgenden vier Spielzeiten gehörte er jeweils zu den Torschützen, erreichte aber in den ersten Jahren nie mehr als 70 % der möglichen Einsatzzahlen. Seine erfolgreichste Saison absolvierte Uteß 1982/83, als er als Mittelfeldspieler eingesetzt 21 der 22 Ligaspiele absolvierte und mit drei Treffern seine beste Torquote erzielte. 1983 ging er 29-jährig in seine letzte DDR-Liga-Saison. Er kam noch 16-mal zum Einsatz, blieb diesmal aber ohne Torerfolg. Die BSG Chemie stieg nach dem Saisonende endgültig aus der DDR-Liga ab, und auch Uteß kehrte nicht mehr in den höherklassigen Spielbetrieb zurück. Dort war er auf 142 DDR-Liga-Spiele gekommen und hatte dabei zwölf Tore erzielt.  

## Weitere Aktivitäten
Bis 1992 arbeitete Klaus-Dieter Uteß als Diplomchemiker im Petrolchemischen Kombinat (PCK) in Schwedt, dem Trägerbetrieb der BSG Chemie PCK. Als 1992 die Forschungsabteilung ausgegliedert werden sollte, übernahm Uteß den Betriebsteil und wandelte ihn in eine Haushaltschemiefirma um, deren Geschäftsführer er wurde. Anfang der 2000er Jahre war Uteß Abgeordneter des Kreistages Uckermark. 